# Kamila Wiśniewska-Hałka
Kamila Wiśniewska-Hałka (ur. w Olsztynie) – polska artystka fotograf, uhonorowana tytułem Artiste FIAP (AFIAP), Excellence FIAP (EFIAP), Excellence FIAP Bronze (EFIAP/b). Członkini i Artystka Fotoklubu Rzeczypospolitej Polskiej Stowarzyszenia Twórców (AFRP). Członkini Okręgu Warmińsko-Mazurskiego Związku Polskich Fotografów Przyrody. Członkini Warmińsko-Mazurskiego Stowarzyszenia Fotograficznego BLUR.

## Życiorys
Związana z warmińsko-mazurskim środowiskiem fotograficznym – mieszka, pracuje i tworzy w Olsztynie. Szczególne miejsce w jej twórczości zajmuje makrofotografia, fotografia pejzażowa, fotografia przyrodnicza. Jest autorką i współautorką wielu wystaw fotograficznych; indywidualnych, zbiorowych oraz pokonkursowych. Bierze aktywny udział w Międzynarodowych Salonach Fotograficznych, organizowanych (między innymi) pod patronatem FIAP, zdobywając wiele akceptacji, medali, nagród, wyróżnień, dyplomów, listów gratulacyjnych (m.in. złoty medal FIAP w Nsapk Circuit 2022 – Salon Aleksinac w Serbii, złoty medal PSA w Cacak Circuit 2022 – Salon Cacak w Serbii). Jej fotografie były prezentowane (m,in,) w Czarnogórze, Grecji, Islandii, Macedonii, Nepalu, Norwegii, Serbii, Słowenii, Turcji oraz w Polsce.
Jest członkinią Okręgu Warmińsko-Mazurskiego Związku Polskich Fotografów Przyrody, w którym (wespół z Michałem Janiakiem) redaguje witrynę internetową okręgu. W 2021 roku została przyjęta w poczet członków rzeczywistych Fotoklubu Rzeczypospolitej Polskiej Stowarzyszenia Twórców (legitymacja nr 469). Pokłosiem udziału w Międzynarodowych Salonach Fotograficznych (pod patronatem FIAP) było przyznanie Kamili Wiśniewskiej-Hałce w 2021 – tytułu honorowego Artiste FIAP (AFIAP), w 2022 – Excellence FIAP (EFIAP), w 2024 Excellence FIAP Bronze (EFIAP/b) przez Międzynarodową Federację Sztuki Fotograficznej FIAP, z siedzibą w Luksemburgu. W 2025 została zaproszona do prac w składzie jury – XIX edycji Międzynarodowego Konkursu Fotograficznego „Wszystkie Dzieci Świata", organizowanego pod patronatem Międzynarodowej Federacji Sztuki Fotograficznej FIAP oraz Fotoklubu Rzeczypospolitej Polskiej przez Europejskie Centrum Bajki im. Koziołka Matołka.

## Wystawy indywidualne
- Czas Piękna – Galerii Stary Ratusz – Wojewódzka Biblioteka Publiczna (Olsztyn 2022)[5];